# حقوق الإنسان في جزر المالديف
حقوق الإنسان في جزر المالديف هي دولة أرخبيلية يبلغ عدد سكانها 417 ألف نسمة قبالة سواحل شبه القارة الهندية، هي قضية مثيرة للجدل. في تقريرها عن الحرية في العالم لعام 2011، أعلنت منظمة فريدوم هاوس أن جزر المالديف "حرة جزئيًا"، زاعمة أن عملية الإصلاح التي أحرزت تقدماً في عامي 2009 و2010 قد توقفت. يزعم مكتب الديمقراطية وحقوق الإنسان والعمل في الولايات المتحدة في تقريره لعام 2012 عن ممارسات حقوق الإنسان في البلاد أن المشاكل الأكثر أهمية هي الفساد، ونقص الحريات الدينية، وإساءة معاملة المرأة وعدم المساواة في معاملتها.
تتبع جزر المالديف منذ فترة طويلة ممارسة استخدام قوانين التشهير الجنائي كوسيلة لقمع المعارضة. ومع ذلك، بعد تنفيذ قانون مكافحة التشهير وحرية التعبير في أغسطس 2016، تصاعدت التهديدات التي تواجه وسائل الإعلام ومنتقدي المعارضة. يفرض القانون غرامات كبيرة على المحتوى أو الخطاب الذي يُعتبر أنه يتعارض مع المبادئ الإسلامية، أو يعرض الأمن القومي للخطر، أو يتحدى الأعراف الاجتماعية، أو ينتهك حقوق الآخرين أو سمعتهم أو سمعتهم الطيبة أثناء فترة ولاية يمين رشيد. ألغى البرلمان القانون في 14 نوفمبر 2018.
استخدمت حكومة الرئيس يامين تكتيكًا مثيرًا للقلق من خلال استغلال القوانين الفضفاضة والمبهمة لاستهداف الأصوات المعارضة واعتقالها وسجنها. وتتضمن هذه الاستراتيجية إساءة استخدام قوانين مكافحة الإرهاب ضد نشطاء المعارضة والسياسيين، فضلاً عن تطبيق قوانين مكافحة التشهير لقمع وسائل الإعلام ونشطاء وسائل التواصل الاجتماعي الذين يوجهون انتقادات ضد الرئيس أو سياساته. علاوة على ذلك، فرضت الحكومة قيوداً صارمة على التجمعات، مما أدى إلى حظر أو تقييد شديد للتجمعات والاحتجاجات السلمية. وقد أثارت هذه الإجراءات مخاوف بشأن حالة حرية التعبير والحريات المدنية في البلاد.

## التاريخ والوضع السياسي
حصلت جزر المالديف على استقلالها من المملكة المتحدة في عام 1965. بدأت الأمة وجودها المستقل كسلطنة، ولكن استفتاء عام 1968 وافق على دستور يؤسس الأمة كجمهورية. إبراهيم ناصر ، رئيس الوزراء في عهد السلطنة، أصبح رئيسًا وتولى منصبه من عام 1968 إلى عام 1978. وخلفه مأمون عبد القيوم الذي انتخب رئيسًا في عام 1978 وأعيد انتخابه في أعوام 1983 و 1988 و 1993 و 1998 و 2003. وفي نهاية فترة رئاسته في عام 2008، أصبح الزعيم الأطول خدمة في آسيا. مارست الحكومة الوطنية عمومًا رقابة مشددة على شعبها خلال هذه الفترة. وفي أثناء فترة حكم عبد الله يمين، ظهرت اتهامات بانتهاكات حقوق الإنسان، مصحوبة بسجن العديد من السياسيين المعارضين، ومن بينهم الرئيس السابق محمد نشيد.
بعد كشف محاولة الانقلاب التي قام بها أنصار ناصر في عام 1980، اعتقلت الحكومة الأشخاص الذين يُعتقد أنهم متورطون، كما وضعت زوجاتهم وأطفالهم تحت الإقامة الجبرية. وقد حُكم على ثلاثة أشخاص على الأقل بتهمة الارتباط بالرئيس السابق، كما نُفي شخص واحد على الأقل، وهو محمد إسماعيل مانيكو سيكو، المدير السابق للطيران المدني - إلى جزيرة مرجانية غير مأهولة لمدة "عشر سنوات ويوم واحد".
الرئيس الذي يعتبر مسؤولاً عن مكاسب حقوق الإنسان في عامي 2009 و2010، محمد نشيد، استقال بعد أسابيع من الاحتجاجات التي قادتها الشرطة وتم وضعه تحت الإقامة الجبرية. تم استبداله بمحمد وحيد حسن، الرئيس السابق لليونيسف في أفغانستان.

## القضايا الحالية (2008–)

#### حرية الدين
ينص الدستور على أن الإسلام هو دين الدولة في جزر المالديف وينص على أن جميع المواطنين المالديفيين ملزمون بأن يكونوا مسلمين سنة. ومن غير القانوني في البلاد التبشير بأي دين آخر غير الإسلام، والدعوة إلى العلمانية أو فصل الكنيسة عن الدولة. كما أن الردة والإلحاد محظوران، ويُعاقب أولئك الذين يعتبرون أنفسهم مرتدين أو متهمين بذلك بالإعدام بموجب القانون المالديفي (رغم عدم تطبيقه)، وكثيراً ما يتعرضون للعنف أو الهجمات من قبل الجماعات المسلحة دون عواقب تذكر على مرتكبي هذه الجرائم من قبل السلطات. يتبع نظام التعليم في المالديف تفسيرًا صارمًا للدين الإسلامي. يُطلب من جميع المدارس الحكومية والمدارس الخاصة بموجب القانون تدريس الإسلام من الصف الأول إلى الصف الثاني عشر، دون وجود بدائل علمانية.
في عام 2016، نشرت شبكة الديمقراطية المالديفية تقريرًا يحقق في التطرف في جزر المالديف، وحدد الأفكار المتطرفة المذكورة في الكتب المدرسية والخطب والعقائد المثيرة للجدل التي يتم الترويج لها فيها، فضلاً عن الإيديولوجيات المتطرفة البارزة في البلاد والتي أدانتها المؤسسة الدينية المتطرفة والمروجون لها بشدة، مما أدى إلى منع المنظمة من مواصلة عملياتها دون اتباع الإجراءات القانونية الواجبة وإجبارها على المنفى.
وزارة الشؤون الإسلامية هي الجهة الوحيدة التي تمنح التراخيص للأئمة، ويجب الموافقة على الخطب. كما أنهم يسيطرون على التعليم الديني ولديهم القدرة على ترحيل أي أجنبي غير مسلم. يُطلب من الأجانب غير المسلمين ممارسة دينهم بشكل خاص.
في 14 ديسمبر2011، هاجمت مجموعة مكونة من عشرة رجال متظاهرين سلميين في ماليه كانوا يطالبون بالتسامح الديني. تعرض الصوفي إسماعيل خلات رشيد لكسر في الجمجمة وتم اعتقاله لاحقًا لأن دعواته للتسامح كانت غير دستورية. ولم يتم بذل أي جهد لإلقاء القبض على المهاجمين. في 5 يونيو 2012، تعرض رشيد للطعن في الرقبة.  وذكرت منظمة مراسلون بلا حدود أنه يبدو أنه كان مستهدفًا عمدًا بسبب عمله الصحفي. وأدان وزير في حكومة المالديف الهجوم، لكنه أضاف أيضًا: "لا بد أن هيلاث كان يعلم أنه أصبح هدفًا لبعض المتطرفين، نحن لسنا دولة علمانية، عندما تتحدث عن الدين، ستجد دائمًا بعض الأشخاص الذين لا يتفقون معك."

#### حرية التعبير
إن التشهير والكلام "المخالف لمبادئ الإسلام" أمر غير قانوني.

#### الإعلام والرقابة
شهد عام 2008 ظهور أولى القنوات التلفزيونية الخاصة في جزر المالديف. في أغسطس/آب 2010، تعرضت قناة فيلا تي في الخاصة للهجوم، كما اعتدى رجال الشرطة على الصحفيين لتغطيتهم احتجاجًا سياسيًا في أكتوبر/تشرين الأول 2010. يمكن الوصول إلى مواقع المعارضة في البلاد، ولكن بعض المواقع التبشيرية المسيحية تم حجبها من قبل وزارة الشؤون الإسلامية.
في الأول من مايو 2011، ألقي القبض على صحفيين اثنين - أحدهما من صحيفة هافيرو ديلي والآخر من إذاعة صن إف إم، أثناء تغطيتهما لاحتجاج. تم إطلاق سراحهم بعد 24 ساعة.

#### حرية التجمع
ويحمي الدستور "حرية التجمع السلمي دون الحصول على إذن مسبق من الدولة"، وتزعم وزارة الخارجية الأمريكية أن هذه الحقوق تحظى بالحماية بشكل عام.
في يوليو/تموز 2020، نددت منظمة هيومن رايتس ووتش بتطبيق الحكومة المالديفية مؤخرا لقوانين تقيد الاحتجاجات والتجمعات الأخرى، قائلة إن تصرفات الحكومة تشكل انتهاكا للحقوق الأساسية. وجاء قرار الحكومة بتطبيق القوانين في أعقاب الاحتجاجات المتعددة التي شهدتها البلاد خلال شهر يوليو/تموز.

#### النظام القانوني
لا يتمتع معظم القضاة بتدريب قانوني رسمي ويُمنحون حرية كبيرة في تفسيراتهم للشريعة الإسلامية.
تنظم قوات الدفاع الوطني في جزر المالديف دورات في مجال حقوق الإنسان.

##### مزاعم الاعتقالات التعسفية والتعذيب
الجلد هو عقوبة يتم فرضها بشكل متكرر، ويتم تنفيذها خلف مباني المحكمة. تم الحكم على 96 شخصًا - أكثر من 80% منهم من النساء - بهذا النوع من العقوبة في عام 2010.
إن الاعتقال والاحتجاز التعسفي أمر غير قانوني.
تم اعتقال ما لا يقل عن أربعة أعضاء من البرلمان في يوليو/تموز 2010. وزعموا أن الاعتقالات جاءت لإجبارهم على الامتثال لمطالب سياسية. وقد تم إطلاق سراحهم بعد فترة وجيزة. في 16 أغسطس/آب 2011، حصل أحد هؤلاء النواب، وهو عبد الله يمين، على تعويض.

#### حقوق الأقليات والمرأة
ويضم البرلمان خمس عضوات، ويبلغ معدل الإلمام بالقراءة والكتابة بين النساء 98%.
في عام 2011، تم فصل أربعة ضباط شرطة من القوة، ولكن لم يتم توجيه اتهامات رسمية إليهم، لقيامهم بقيادة امرأة في أنحاء ماليه، وإجبارها على خلع ملابسها، والاعتداء عليها جنسياً وجسدياً، وإلقائها في الشارع.
وبما أن الدولة تطبق الشريعة الإسلامية جزئيا في بعض الأمور، فإن المثلية الجنسية غير قانونية . العقوبة للرجال هي السجن من تسعة أشهر إلى سنة، أو من 10 إلى 30 جلدة. العقوبة بالنسبة للنساء هي الإقامة الجبرية لمدة تتراوح بين تسعة أشهر وسنة.